# Gangster
Een gangster is een crimineel die lid is van een bende. Sommige bendes worden beschouwd als onderdeel van de georganiseerde misdaad. Gangsters worden ook wel mobsters genoemd, een term afgeleid van menigte en het achtervoegsel ster. Gangs hebben een mate van organisatie en hulpbronnen die veel grotere en complexere criminele transacties bieden dan een individuele crimineel. Gangsters zijn voor vele jaren actief geweest in landen over de hele wereld. Sommige gangsters zijn berucht geworden, zoals Al Capone. Gangsters zijn het onderwerp van veel romans, films en computerspellen. De term "gangster" wordt ook gebruikt voor de leden van straatbendes.